# Arrondissement de Cassel (France)
Pour l'arrondissement allemand, voir Arrondissement de Cassel.
L'arrondissement de Cassel est une ancienne subdivision administrative française du département du Nord créée le 17 février 1800. La sous-préfecture est déplacée à Hazebrouck en 1857, l'arrondissement sera supprimé par décret du 10 septembre 1926.

## Composition
Il comprenait les cantons de Bailleul (Bailleul-Sud-Ouest et Bailleuil-Nord-Est), Cassel, Hazebrouck (deux cantons), Merville et Steenvoorde.